# San Dionisio Ocotlán
San Dionisio Ocotlán là một đô thị thuộc bang Oaxaca, México. Năm 2005, dân số của đô thị này là 1093 người.